# Galeodes pallescens
Galeodes pallescens är en spindeldjursart som beskrevs av Hirst 1908. Galeodes pallescens ingår i släktet Galeodes och familjen Galeodidae. Inga underarter finns listade i Catalogue of Life.